# Мідянівка
Мідя́нівка — село в Україні, у Кобеляцькій міській громаді Полтавського району Полтавської області. Населення становить 272 осіб.

## Географія
Село Мідянівка знаходиться на правому березі річки Кобелячка, вище за течією на відстані 1,5 км розташоване село Золотарівка, нижче за течією примикає село Ганжівка, на протилежному березі — село Яблунівка.

## Історія
12 червня 2020 року, відповідно до розпорядження Кабінету Міністрів України № 721-р «Про визначення адміністративних центрів та затвердження територій територіальних громад Полтавської області», село увійшло до складу Кобеляцької міської громади.
19 липня 2020 року, в результаті адміністративно - територіальної реформи та ліквідації Кобеляцького району, село увійшло до складу новоутвореного Полтавського району Полтавської області.

## Економіка
- ПП «Урожай».

## Відомі люди

### Народились
- Кириченко Микола Михайлович — український музикант (баяніст) та педагог. Заслужений артист України.